# Yamaha XT660Z Tenere
Yamaha XT660Z Tenere – motocykl typu turystyczne enduro produkowany przez firmę Yamaha od 2008 roku.

## Dane techniczne/Osiągi
Silnik: singel
Pojemność silnika: 660 cm³
Moc maksymalna: 48 KM/6000 obr./min
Maksymalny moment obrotowy: 58 Nm/5250 obr./min
Prędkość maksymalna: 159 km/h
Przyspieszenie 0-100 km/h: brak danych